# Rhizopulvinaria artemisiae
Rhizopulvinaria artemisiae är en insektsart som först beskrevs av Victor Antoine Signoret 1873.  Rhizopulvinaria artemisiae ingår i släktet Rhizopulvinaria och familjen skålsköldlöss. Inga underarter finns listade i Catalogue of Life.